# Schömberg, Zollernalbkreis
Schömberg là một thị trấn nầm ở huyện Zollernalbkreis thuộc bang Baden-Württemberg, Đức.